# Hafen von Qingdao
Der Hafen von Qingdao ist ein Seehafen am Gelben Meer bei Qingdao in der Provinz Shandong (Volksrepublik China). Die Bucht von Qingdao bietet einen der besten Naturhäfen in Ostasien und ist ganzjährig für große Schiffe geöffnet. Er gehört zu den zehn verkehrsreichsten Häfen der Welt. 2019 stand er mit einem Containerumschlag von 21 Millionen TEU auf Platz 7 der weltweit größten Containerhäfen. Er ist der wichtigste Hafen für den Import von Erdöl in China. Seit 2013 ist der Hafenbetreiber Qingdao Port International an der Hong Kong Stock Exchange gelistet.

## Überblick
Der Hafen von Qingdao besteht aus vier Bereichen - dem Dagang-Hafengebiet, dem Qianwan-Hafengebiet, dem Huangdong-Ölhafengebiet (für Öltanker) und dem Hafengebiet Dongjiakou, wobei letzteres 40 Kilometer südlich der Stadt Qingdao liegt.
Neben dem Qingdao Qianwan Container Terminal und dem Qingdao Cosport International Container Terminal, die sich in verschiedenen Gebieten befinden, verfügt Qingdao auch über ein großes Terminal für den Umschlag von Eisenerz.

## Geschichte
Vor dem 17. Jahrhundert und der Qing-Dynastie war der Hafen nur ein kleines Fischerdorf. Unter der Qing-Dynastie wurde 1891 eine Festung errichtet. Die Stadt Qingdao konnte dennoch 1898 vom Deutschen Kaiserreich eingenommen werden. Unter den Deutschen wurde das Gebiet zu einem bedeutenden regionalen Hafen und wurde für wirtschaftliche und militärische Zwecke genutzt. Nachdem Japan Deutschland im Rahmen der anglo-japanischen Allianz den Krieg erklärt hatte (und um den Hafen von Qingdao einzunehmen), besetzten die Japaner den Hafen von Qingdao und die Umgebung während der Belagerung von Tsingtau und hielten ihn bis 1922. Der Hafen von Qingdao kehrte schließlich 1922 unter chinesische Verwaltung zurück. 1984 wurde Qingdao gemeinsam mit 13 weiteren Städten für ausländische Investoren geöffnet und nach langjähriger Stagnation begann ein erneuter Aufschwung für den Hafen und die Stadt.
Im Jahr 2011 unterzeichnete der Hafen Qingdao zusammen mit drei anderen chinesischen Häfen in der ostchinesischen Provinz Shandong eine strategische Allianz mit dem größten Hafen der Republik Korea. Die Allianz wird gemeinsam von den Häfen Qingdao, Yantai, Rizhao, Weihai und dem Hafen von Busan gebildet und zielt darauf ab, ein gemeinsames Schifffahrts- und Logistikzentrum in Nordostasien aufzubauen.
Der Hafen ist Teil der maritimen Seidenstraße des 21. Jahrhunderts, die von der chinesischen Küste nach Singapur, in Richtung der Südspitze Indiens nach Mombasa, von dort durch das Rote Meer über den Sueskanal ins Mittelmeer, dort in den ober adriatischen Raum bis zum norditalienischen Knotenpunkt Triest mit seinen Verbindungen nach Mitteleuropa und zur Nordsee führt.
Seit 2015 verfügt der Hafen über ein vollständig automatisiertes Terminal. Seit 2020 wird im Hafen von Qingdao die weltweit erste Einschienenhängebahn gebaut, die voll beladene 20'- und 40'-Container transportieren kann und deren erste Phase 2021 in Betrieb genommen wurde.